# Anamaria Vartolomei
Anamaria Vartolomei (Bacău, 9 aprile 1999) è un'attrice rumena naturalizzata francese.

## Biografia
Ha esordito nel cinema all'età di dieci anni e mezzo, venendo scelta tra circa 500 candidate per interpretare una delle due protagoniste in My Little Princess (2011), al fianco di Isabelle Huppert. Il suo personaggio è ispirato all'infanzia della regista, Eva Ionesco. Questo primo ruolo le è valso una candidatura al premio Lumière per la migliore promessa femminile. L'anno successivo, è stata ritratta nella locandina ufficiale della Settimana internazionale della critica al 65º Festival di Cannes. Dopo diversi film, è tornata protagonista nel 2017, interpretando Luisa Elisabetta di Borbone-Orléans nel film storico Lo scambio di principesse. Nel 2021 ha recitato da protagonista nel drammatico La scelta di Anne - L'Événement, che ha ricevuto il Leone d'oro al miglior film alla 78ª Mostra internazionale d'arte cinematografica di Venezia. Il film è tratto da uno dei romanzi di Annie Ernaux, premio Nobel per la letteratura nel 2022.

## Filmografia parziale
- My Little Princess, regia di Eva Ionesco (2011)
- Jacky nel reame delle donne (Jacky au royaume des filles), regia di Riad Sattouf (2014)
- Éternité, regia di Trần Anh Hùng (2016)
- Lo scambio di principesse (L'Échange des princesses), regia di Marc Dugain (2017)
- La brava moglie (La Bonne Épouse), regia di Martin Provost (2020)
- La scelta di Anne - L'Événement (L'Événement), regia di Audrey Diwan (2021)
- Il conte di Montecristo (Le Comte de Monte-Cristo), regia di Alexandre de La Patellière e Matthieu Delaporte (2024)
- L'impero (L'Empire), regia di Bruno Dumont (2024)
- Maria, regia di Jessica Palud (2024)
- Mickey 17, regia di Bong Joon-ho (2025)

## Doppiatrici italiane
Nelle versioni in italiano delle opere in cui ha recitato, Anamaria Vartolomei è stata doppiata da:
- Germana Longo ne Lo scambio di principesse
- Virginia Brunetti ne La brava moglie
- Elisa Contestabile ne La scelta di Anne - L'événement
- Laura Marcucci ne Il conte di MonteCristo
- Luisa D'Aprile ne L'impero
- Francesca Barnato in Mickey 17

## Riconoscimenti
- Premi Lumière
  - 2012 – Candidatura alla migliore promessa femminile per My Little Princess
  - 2022 – Miglior attrice per La scelta di Anne - L'Événement (L'Événement)
- Premi César
  - 2022 – Migliore promessa femminile per La scelta di Anne – L'Événement (L'Événement)